# 曲江県 (黒竜江省)
曲江県（きょくこう-けん）は中華人民共和国黒竜江省にかつて存在した県。現在のハルビン市阿城区北東部に相当する。
1167年（大定7年）、金朝により設置された鎮東県を前身とする。1173年（大定13年）に曲江県と改称され間もなく廃止されている。